# Mikko Leppilampi
Mikko Leppilampi (né le 22 septembre 1978 à Pälkäne en Finlande) est un acteur et musicien finlandais.

## Biographie
Mikko Leppilampi a joué dans plusieurs films finlandais depuis 2003. Il mène parallèlement une carrière musicale. Son premier album, qui porte son nom, est sorti le 10 mai 2006. Il interprète certaines bandes originales de films dans lesquels il a joué.
Il a une fille, Lilia (née en octobre 2005), avec Emilia Leppilampi (née Vuorisalmi), qu'il a épousée à l'été 2006. Ils ont divorcé en 2011.
En 2007, il coprésente avec Jaana Pelkonen, le Concours Eurovision de la chanson 2007 à Helsinki.

## Filmographie

### Cinéma
- 2011 : War of the Dead de Marko Mäkilaakso : Lieutenant Laakso
- 2007 : La Véritable Histoire du Père Noël (Joulutarina) : Hannus
- 2005 : Paha maa : Tuomas Mikael Saraste

### Télévision
- 2017 : Downshiftaajat : (Tommi)
- 2018 : Arctic Circle, (série), Saison 1
- 2021 : Arctic Circle, (série), Saison 2